# 伊田武志
伊田 武志（いだ たけし、1965年10月12日-　）は鳥取県境港市出身の実業家、ボクシング指導者。株式会社クリエイティブサポート代表取締役。鳥取県米子市にあるシュガーナックルボクシングジム会長。神戸学院大学現代社会学部客員教授。元日本ボクシング連盟女子強化委員会委員長。JOC認定強化コーチングスタッフ。シュガーナックルボクシングスポーツ少年団団長。鳥取県ボクシング連盟理事。

## 来歴
2020年東京オリンピック ボクシング女子フェザー級金メダリストの入江聖奈を小学校2年生から東京オリンピックまでの15年間指導し、金メダルに導く。
また、日本人女子初のアジア選手権金メダリスト・ASBCアジアユース選手権大会銅メダリストである木下鈴花、第1回ユース国際ボクシングトーナメント銀メダリストの小川達也、2019全日本UJボクシング34キロ級チャンピオン作野辰嘉、その他全日本UJボクシング大会では9名のチャンピオンを輩出している。鳥取県国民体育大会ボクシングチーム監督(岩手・愛媛）。
ジュニア世代の育成に定評があり、その功績が認められ、2017年には文部科学大臣賞・鳥取県体育協会より優秀指導者賞、2018年には日本ボクシング連盟より特別賞、2021年には前述の入江聖奈選手を金メダルに導いたとして、鳥取県スポーツ特別功績賞・米子市スポーツ功績賞文部科学大臣よりスポーツ功労賞、管内閣総理大臣より感謝状を授与される。
令和2年度日本オリンピック協会スタッフ（コーチングスタッフ）・日本ボクシング連盟女子強化委員会委員長を務める。
2021年度ミズノスポーツメントール賞を受賞
2021年度日本ボクシング連盟最優秀コーチ賞を受賞
2022年6月、IBA ワンスター・コーチの資格を取得。
2022年度日本ボクシング連盟最優秀コーチ賞を2年連続で受賞
2023年度日本ボクシング連盟最優秀コーチ賞を3年連続で受賞
2025年4月より神戸学院大学現代社会学部客員教授に就任

## 活動歴
2020年8月8日、日本ボクシング連盟 女子強化委員会 委員長・日本ボクシング連盟 オリンピック推進委員会・女子強化担当に任命される。
2021年4月25日 ~ 5月16日、2020東京オリンピック国際大会事前強化合宿及びコンスタンチンコロトコフ国際トーナメントに日本代表コーチとして帯同。参加した女子日本代表選手が全員メダルを獲得。
2022年11月1日~11日アジア選手権に女子強化委員長としてチームを率いる。教え子である、木下鈴花が日本人女子史上初の金メダルを獲得する。そのほかにも、入江聖奈をはじめとする４選手が銀メダルを獲得する。
日本代表女子監督としてヨルダンで開催されたASBCエリート選手権大会に帯同し、木下鈴花選手が金メダル、入江聖奈選手が銀メダル、加藤光選手・並木月海選手が銅メダルを獲得するという快挙を達成した。
2016年岩手国体、2017年愛媛国体、2022年栃木国体、2023年かごしま国体で鳥取県ボクシングチームの監督を務め、2022年栃木国体では木下鈴花選手が皇后杯を獲得した。
2024年2月 第１次パリオリンピック選考会（イタリア）5月 第２次パリオリンピック選考会（タイ）に日本代表女子監督として帯同

## 人物
株式会社クリエイティブサポートを設立し、学習塾17教室、フィットネスジム9店舗、リハビリデイサービス3店舗、ボクシングジム3店舗、コメダ珈琲店1店舗、温泉施設1店舗の経営を行っている。
多くの資格・免許を取得しており、スポーツ公認トレーナー、ボクシングRJB級、セカンドA級といったボクシングに関するものだけでなく、日本空手協会2段、船舶3級、普通免許、大型免許、大型特殊、自動二輪、移動式クレーン、車両系建設機械、ローラー運転、フォークリフト運転、土木2級、玉掛、有機溶剤、ガス溶接、アーク溶接、電気工事士、土留め支保工等、その種類は多岐にわたる。
日本創造教育研究所にて、田舞徳太郎をはじめ、木野親之、片方善治、伊與田覚に師事。日創研全国経営研究会理事・戦略委員会 副委員長・日創研山陰経営研究会 会長等を歴任する。